# Reinhard Aigen
Reinhard Aigen (20 de Maio de 1913 - 19 de Setembro de 1943) foi um oficial alemão que serviu na Luftwaffe durante a Segunda Guerra Mundial. Foi condecorado com a Cruz de Cavaleiro da Cruz de Ferro.